# Serjania sufferruginea
Serjania sufferruginea är en kinesträdsväxtart som beskrevs av Ludwig Radlkofer. Serjania sufferruginea ingår i släktet Serjania och familjen kinesträdsväxter. Inga underarter finns listade i Catalogue of Life.